# Sheridan (Montana)
Sheridan és una població dels Estats Units a l'estat de Montana. Segons el cens del 2000 tenia 659 habitants.

## Demografia
Segons el cens del 2000, Sheridan tenia 659 habitants, 302 habitatges, i 170 famílies. La densitat de població era de 249,5 habitants per km².
Dels 302 habitatges en un 22,8% hi vivien nens de menys de 18 anys, en un 49% hi vivien parelles casades, en un 5,3% dones solteres, i en un 43,7% no eren unitats familiars. En el 39,4% dels habitatges hi vivien persones soles el 24,8% de les quals corresponia a persones de 65 anys o més que vivien soles. El nombre mitjà de persones vivint en cada habitatge era de 2,07 i el nombre mitjà de persones que vivien en cada família era de 2,78.
Per edats la població es repartia de la següent manera: un 20,5% tenia menys de 18 anys, un 3,8% entre 18 i 24, un 20,5% entre 25 i 44, un 26,4% de 45 a 60 i un 28,8% 65 anys o més.
L'edat mediana era de 48 anys. Per cada 100 dones de 18 o més anys hi havia 77 homes.
La renda mediana per habitatge era de 21.118 $ i la renda mediana per família de 26.563 $. Els homes tenien una renda mediana de 27.639 $ mentre que les dones 15.000 $. La renda per capita de la població era de 15.369 $. Aproximadament el 22% de les famílies i el 25,1% de la població estaven per davall del llindar de pobresa.

## Poblacions més properes
El següent diagrama mostra les poblacions més properes.